# Going Home
Going Home és una pel·lícula dirigida per Herbert B. Leonard el 1971, amb Robert Mitchum i Jan-Michael Vincent com a protagonistes. Jan-Michael Vincent va ser nominat al Globus d'Or al millor actor secundari però el va guanyar Ben Johnson per L'última projecció.

## Argument
Harry Graham (Mitchum) és un solitari que ha sortit últimament de la presó, després de complir una pena per l'assassinat de la seva dona fa molts anys. El seu fill Jimmy (Vincent) encara busca justícia per l'assassinat de la seva mare. Quan Jimmy per fi s'enfronta amb el seu pare cara a cara, els dos saben que han de tractar amb moltes barreres emocionals pendents en la seva relació.

## Repartiment
| Actor               | Paper           |
| ------------------- | --------------- |
| Robert Mitchum      | Harry K. Graham |
| Brenda Vaccaro      | Jenny Benson    |
| Jan-Michael Vincent | Jimmy Graham    |
| Sally Kirkland      | Ann             |
| Josh Mostel         | Mr. Bonelli     |
| George Mathews      | Mr. Malloy      |
| Mary Louise Wilson  | Mrs. Green      |

## Rebuda de la crítica
Vincent Canby del  New York Times no li donava gaire importància a la pel·lícula encara que lloava la seva intel·ligència i alguns dels actors:
| « | Going Home, que s'estrenava ahir al Victoria i a uns altres cinemes per tota la ciutat, és una pel·lícula extremadament dolenta... Fins i tot pitjor és l'explicació de Mr. Marcus de per què el pare, interpretat per Robert Mitchum com si fos un entrenador de futbol d'institut, agafava el ganivet a la seva dona: Estava begut.... Going Home és objectable, més perniciosa que d'altres, molt més perquè sembla tenir una mica d'intel·ligència a la superfície... Mitchum ha arribat a aquell punt en la seva carrera d'on no sembla que faci gaire per actuar. També m'agrada Brenda Vaccaro com la seva amant... Desafortunadament, Jan-Michael Vincent és impossible com a fill, indubtablement un paper impossible que exigeix que l'actor sigui simultàniament atractiu i psicòtic. És molt maco i molt jove i té molt per aprendre a actuar, incloent-hi com singlotar amb convicció | » |

Roger Ebert de The Chicago Sun-Times no s'amoïnava massa per la pel·lícula i li donava 2 de 4 estrelles:
| « | Going Home és un melodrama bastant terrible que només té valor per la presència de Robert Mitchum. No és que estigui especialment bé. Mitchum no es pot descriure com bo o dolent en la majoria de les seves actuacions. Només cal que sigui allà, la classe de presència a la pantalla que l'atenció.... I no ens equivoquem, Going Home és dolenta | » |

## Premis i nominacions

### Nominacions
- 1972. Globus d'Or al millor actor secundari per Jan-Michael Vincent